# Rubén Lara Romero
Rubén Lara Romero fue un dibujante de historietas mexicano (Ciudad de México, 1934-4 de mayo de 2013), reconocido por ser el creador gráfico de Fantomas, la amenaza elegante (1969).

## Biografía
Rubén Lara comenzó a colaborar en la revista Nota Roja con tan solo 14 años, pasando luego a Pepín.
Trabajó seguidamente con las editoriales La Prensa, Editomex y Novaro, para cuya revista Tesoro de Cuentos Clásicos colaboró con la edición del personaje Fantomas, creado en 1911 por los franceses Marcel Allain y Pierre Souvestre. Esta adaptación tuvo tanto éxito que pronto contó con su propia revista. Molesto por la falta de reconocimiento, Rubén Lara abandonó Novaro. 
Para Editomex, creó una réplica de Fantomás titulada El Comodín, que no funcionó económicamente, y adaptó la telenovela Simplemente María. Colaboró en El monje loco de Editorial Temporae y Duda de Editorial Posada.
Tras trabajar en la revista Rebeldía de Editorial Proyección, se encargó de los lápices de Samurai John Barry de Editorial Vid.
En el año 2000 participó en la fundación del Museo de la Caricatura y la Historieta Joaquin Cervantes Bassoco, sito en la ciudad de Cuautla Morelos.